# Conteville-en-Ternois
Conteville-en-Ternois är en kommun i departementet Pas-de-Calais i regionen Hauts-de-France i norra Frankrike. Kommunen ligger i kantonen Heuchin som tillhör arrondissementet Arras. År 2022 hade Conteville-en-Ternois 81 invånare.

## Befolkningsutveckling
Antalet invånare i kommunen Conteville-en-Ternois
| Referens: INSEE |